# Бернард де Мандевіль
Бернард де Мандевіль (19 січня 1670 — 21 січня 1733) — філософ, економіст, політичний мислитель і сатирик. Народився в Нідерландах, але більшу частину життя прожив в Англії. Відомий своєю «Байкою про бджіл», в якій доводив, що моральні вади служать рушієм суспільного розвитку.

## Біографія
Мандевіль народився 1670 року, недалеко від Роттердаму в Нідерландах. Його батько був знаним лікарем. Бернард вчився в школі, яку колись заснував Еразм Ротердамський.
Дуже рано почав публікувати власні медичні праці: Oratio scholastica de medicina (1685), і у 1689 тези:De brutorum operationibus, у якій відстоював картезіанські погляди про автоматизм у тварин. У 1691 отримав диплом лікаря і науковий ступінь. Емігрував у Британію, швидко вивчив англійську мову, причому так добре, що небагато хто здогадувався, що він голландець. Слід відзначити, що батько Бернарда втік з Ротердаму в 1690 оскільки був втягнутий в податкові афери нідерландського політика Костермана. Бернард міг мати відношення до афери, що могло стати причиною еміграції.
В Англії Мандевіля високо цінили як лікаря, а його публікації добре оплачувались. Мандевіль помер у 1733 року у Лондоні.

## Байка про бджіл

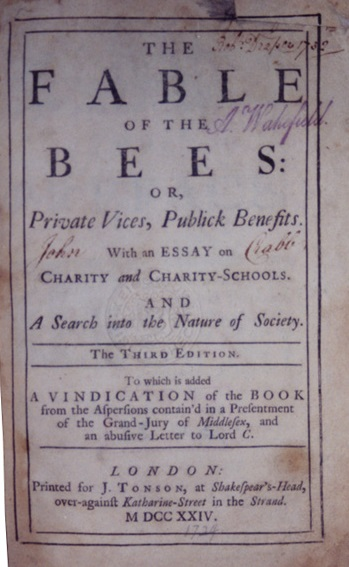
The Fable of The Bees, Третє видання «Байки про бджіл» — 1724 рік

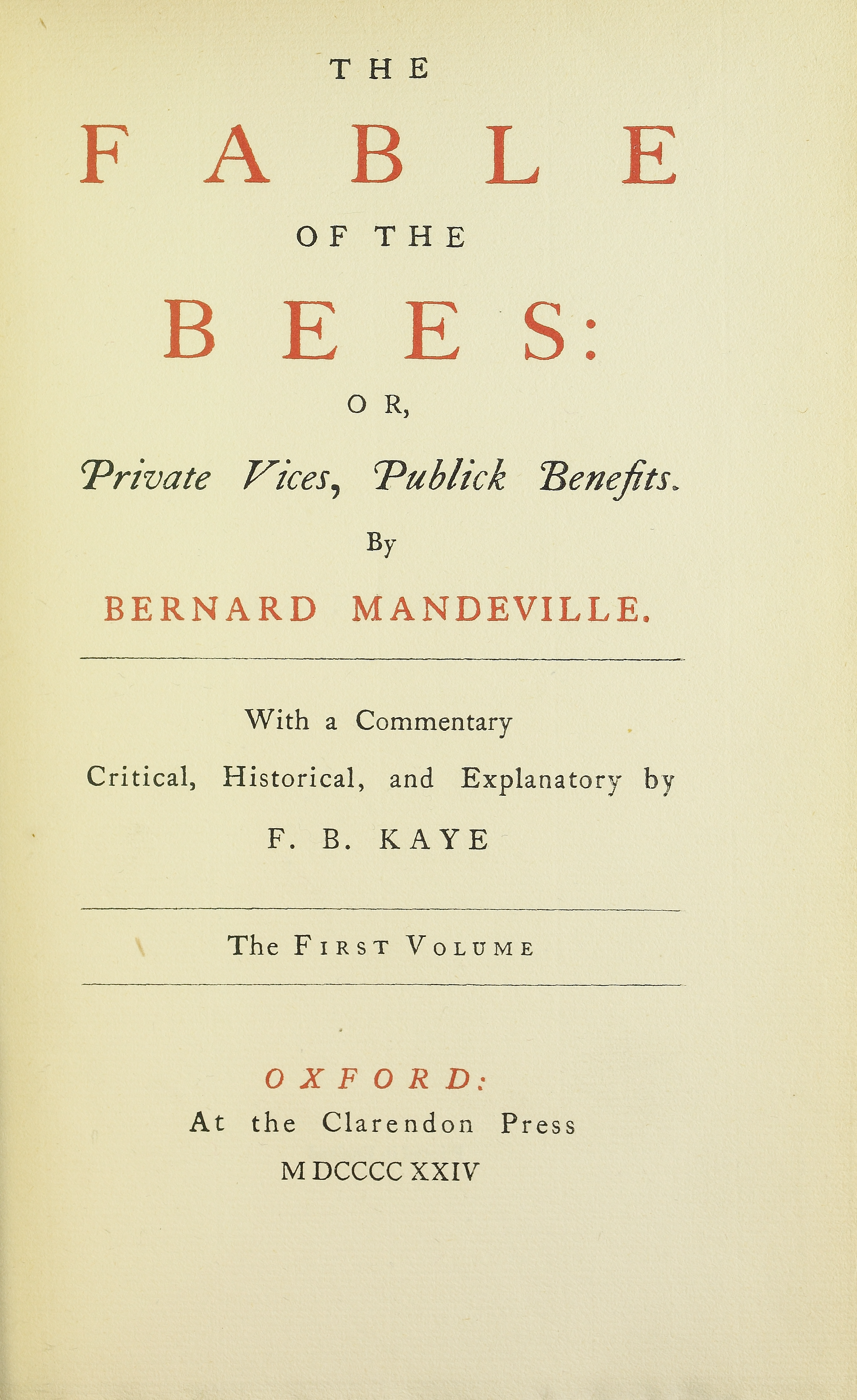
Fable of the bees, 1924

У сатиричній байці «Ремствуючий вулик, або шахраї, що стали чесними» (The Grumbling Hive: Or knaves turn'd honest, 1705), в наступних перевиданнях виходила під назвою «Байка про бджіл, або приватні вади — суспільні вигоди» (The Fable of the Bees: Or private vices, publick benefits, 1714) Мандевіль у художній формі висловив ідею, що особисті моральні недоліки людей можуть призводити до суспільного блага, і навпаки моральні чесноти вести до економічного занепаду і зубожіння. У сатирі описувався вулик, де бджоли ліквідували зло, після чого виявилося, що разом з моральними вадами зник і добробут. Поки бджоли грішили, вулик процвітав; звернувшись до моральної чесноти, вулик зубожів.
Мандевіль демонструє оманливість традиційної шкали цінностей, що начебто корисливість погана, а самопожертвування добродійне. Гординя, егоїзм і користолюбство суть моральні пороки, а проте, як показує Мандевіль, саме на них заснований економічний добробут і розвиток суспільства. Добробут суспільства тим вищий чим менше в його діяльність втручаються влада і добродійні організації, особливо з метою покращити моральні якості жителів.
Величезну популярність «Байка про бджіл» здобула після рішення суду присяжних у Міддлсексі, що засудив її у 1723 як небезпечну для суспільного спокою і «аморальну». З цього навколо твору розгорнулась колосальна полеміка, яка йшла аж до самої смерті письменника. Інтерес до «Байки» був величезний — одне за одним виходили нові видання книги. У 1729 році з'явився другий том «Байки». У 1734 обидва томи були перевидані. Протягом XVIII сторіччя «Байка» перевидавалась понад десять разів.

### Моральні вади— благо суспільства
Мандевіль був предтечею пізнішої економічної теорії «laissez-faire», тобто принципу необмеженої свободи підприємництва. Як згодом Адам Сміт, Мандевіль був переконаний, що дії окремих індивідів призводять до блага суспільства. Однак, якщо Сміт був переконаний у доброчинності, цнотливості і моральності індивідуального егоїстичного інтересу («virtuous self-interest»), який зрештою призводить до суспільної співпраці, то Мандевіль вважав, що власне моральні вади й недоліки стимулюють до розвитку соціальну систему.
Заяви про високу мораль і доброчинність, обяцянки не красти, поважати бідних на думку Мандевіля мало чого вартують, особливо коли виголошуються на словах, а насправді люди живуть за зовсім іншими принципами.
|  | Я міг би скільки завгодно вихвалятись силою духу і з презирством ставитись до багатства, так само як Сенека, і написав би на захист бідності вдвічі більше ніж він, якби у мене була хоча б десята частина його маєтків. |

.
 
Мандевіль доводив, що у світі, де домінують раціональні і емоційні начала, останні можуть служити першим, і емоції не є чимось однозначно негативним, оскільки призводять до суспільного блага.
У Байці про бджіл Мандевіль показує, що втрата любові до самого себе чи егоїзму фактично дорівнює суспільному маразму і апатії. Демонстрування моральних доброчинностей і цноти не приносить суспільству нічого позитивного, а тільки відвертає увагу від недоліків які можна використати. Мандевіль був переконаний, що «виключно добропорядність не може зробити народи процвітаючими, хто хотів би відродити золотий вік, повинен бути готовим, що всі не тільки стануть чесними, але і будуть харчуватись жолудями». Мандевіль підводить читача до парадоксальної думки, що особисті моральні вади, можуть бути рушієм суспільного розвитку.

### Розподіл праці
Мандевіль був першим мислителем, котрий вжив поняття «розподіл праці» (Division of labour), тим сами готуючи ґрунт для економічних теорій Адама Сміта.

## Вплив
Мандевіль один з найоригінальніших британських мислителів XVIII сторіччя. Його твори мали значний вплив на Девіда Юма, а пізніше на творця теорії утилітаризму Джеремі Бентама.

## Твори
- Typhon: a Burlesque Poem (1704)
- Aesop Dress'd, or a Collection of Fables writ in Familiar Verse (1704)
- The Planter's Charity (1704)
- The Virgin Unmasked (1709, 1724, 1731, 1742), про темні сторони людської природи.
- Treatise of the Hypochondriack and Hysterick Passions (1711, 1715, 1730), (Мандевіль аналізує медичні методи які пропагував Джон Локк)
- The Fable of the Bees (1714)
- Free Thoughts on Religion (1720)
- A Modest Defence of Publick Stews (1724)
- An Enquiry into the Causes of the Frequent Executions at Tyburn (1725)
- The Origin of Honour and the Usefulness of Christianity in War (1732).